# 보안 지원 제공자 인터페이스
보안 지원 제공자 인터페이스(保安支援提供子-, Security Support Provider Interface, SSPI)는 인증과 같은 다양한 보안 관련 동작을 수행하기 위해 마이크로소프트 윈도우 시스템에 쓰이는 윈도우 API의 하나이다.
SSPI는 여러 보안 지원 제공자(SSP)의 공통 인터페이스 역할을 한다: 보안 지원 제공자는 하나 이상의 보안 패키지를 응용 프로그램에 사용할 수 있게 해주는 동적 링크 라이브러리(DLL)이다.

## 윈도우 SSP
다음은 윈도우와 함께 설치되는 SSP이다:
- NTLM (도입 운영 체제: 윈도우 NT 3.51) (msv1_0.dll)[2]
- 커베로스 (도입 운영 체제: 윈도우 2000, 업데이트 운영 체제: 윈도우 비스타 - AES 지원)[3] (kerberos.dll)[4]
- Negotiate (도입 운영 체제: 윈도우 2000) (secur32.dll)[5] * 시큐어 채널(Secure Channel, aka SChannel) - 도입 운영 체제: 윈도우 2000, 업데이트 운영 체제: 윈도우 비스타 - 더 강력한 AES 암호화 및 ECC 지원[6](schannel.dll)
- PCT (현재 쓰이지 않음) 및 마이크로소프트의 TLS/SSL 구현체 -[7]
- 다이제스트 SSP (도입 운영 체제: 윈도우 XP) (wdigest.dll)[8]
- Credential (CredSSP) (도입 운영 체제: 윈도우 비스타, 윈도우 XP SP3에서 이용 가능) (credssp.dll)[9]
- 분산 암호 인증(Distributed Password Authentication, DPA) - (도입 운영 체제: 윈도우 2000) (msapsspc.dll)[10]
- PKU2U(Public Key Cryptography User-to-User) (도입 운영 체제: 윈도우 7) (pku2u.dll)